# Wuhan Open 2018
Il Wuhan Open 2018, conosciuto anche come Dongfeng Motor Wuhan Open 2018 per motivi di sponsorizzazione, è stato un torneo di tennis giocato sul cemento. È stata la 5ª edizione del Wuhan Open, che fa parte della categoria Premier 5 nell'ambito del WTA Tour 2018. Si è giocato all'Optics Valley International Tennis Center di Wuhan, in Cina, dal 23 al 29 settembre 2018.

## Partecipanti

### Teste di serie
| Giocatrice  | Nazionalità        | Ranking* | Testa di serie |
| ----------- | ------------------ | -------- | -------------- |
| Romania     | Simona Halep       | 1        | 1              |
| Danimarca   | Caroline Wozniacki | 2        | 2              |
| Germania    | Angelique Kerber   | 3        | 3              |
| Francia     | Caroline Garcia    | 4        | 4              |
| Rep. Ceca   | Petra Kvitová      | 5        | 5              |
| Ucraina     | Elina Svitolina    | 6        | 6              |
| Giappone    | Naomi Ōsaka        | 7        | 7              |
| Rep. Ceca   | Karolína Plíšková  | 8        | 8              |
| Stati Uniti | Sloane Stephens    | 9        | 9              |
| Lettonia    | Jeļena Ostapenko   | 10       | 10             |
| Germania    | Julia Görges       | 11       | 11             |
| Paesi Bassi | Kiki Bertens       | 12       | 12             |
| Russia      | Dar'ja Kasatkina   | 13       | 13             |
| Spagna      | Garbiñe Muguruza   | 14       | 14             |
| Belgio      | Elise Mertens      | 15       | 15             |
| Australia   | Ashleigh Barty     | 17       | 16             |

* Ranking al 17 settembre 2018

### Altre partecipanti
Le seguenti giocatrici hanno ricevuto una wild card per il tabellone principale:
- Viktoryja Azaranka
- Bernarda Pera
- Samantha Stosur
- Wang Qiang
- Zheng Saisai

Le seguenti giocatrici sono passate dalle qualificazioni:

- Viktorija Golubic
- Sofia Kenin
- Rebecca Peterson
- Mónica Puig
- Kateřina Siniaková
- Sara Sorribes Tormo
- Wang Xiyu
- Wang Yafan

Le seguenti giocatrici sono entrate in tabellone come lucky loser:
- Polona Hercog
- Monica Niculescu
- Markéta Vondroušová

### Ritiri
Prima del torneo
- Viktoryja Azaranka → sostituita da  Markéta Vondroušová
- Mihaela Buzărnescu → sostituita da  Kirsten Flipkens
- Kaia Kanepi → sostituita da  Aleksandra Krunić
- Naomi Ōsaka → sostituita da  Polona Hercog
- Magdaléna Rybáriková → sostituita da  Monica Niculescu

Durante il torneo
- Tímea Babos
- Madison Keys
- Coco Vandeweghe
- Wang Qiang

## Campionesse

### Singolare femminile
Aryna Sabalenka ha battuto in finale  Anett Kontaveit con il punteggio di 6-3, 6-3.
- È il secondo titolo in carriera per Sabalenka, il secondo della stagione.

### Doppio femminile
Elise Mertens /  Demi Schuurs hanno battuto in finale  Barbora Strýcová /  Andrea Sestini Hlaváčková con il punteggio di 6-3, 6-3.